# Línea 2 de Transbarca
La Línea 2 del Sistema de transporte masivo de Barquisimeto Transbarca es una ruta troncal que forma parte de las tres líneas que funcionan como columna vertebral del sistema. Comienza en la estación central Simón Bolívar al oeste de la ciudad pasando por las avenidas Florencio Jiménez, Libertador, Rómulo Gallegos, y Av. 20 hasta llegar al rectorado de la Universidad Centroccidental Lisandro Alvarado (UCLA).
En su recorrido tiene un total de 28,7 kilómetros en el recorrido en ciclo ida y vuelta. A lo largo de esta línea se dispone de 23 paradas en canales exclusivos y 3 paradas en rutas compartidas dando un total de 26 paradas.

## Canales Exclusivos
Esta línea posee canales de uso exclusivo para los buses en las Avenidas Florencio Jiménez, Libertador y en la Av. 20 desde la Av. Romulo Gallegos hasta la Av. Vargas y un canal exclusivo solo de ida desde la Av. 20 con Vargas hasta la Av. 20 con calle 9, en el resto de las avenidas los buses comparten con el tránsito regular.

## Paradas
- Estación Central Simón Bolívar: Es la estación principal del sistema en ella se encuentran los patios y talleres, así como también el centro de operaciones, está ubicada en el oeste de la ciudad en la adyacencias del Cementerio nuevo de Barquisimeto. Posee conexión con la línea 1 y las rutas alimentadoras 201 y 601.
- Cementerio: Ubicada frente al cementerio nuevo de Barquisimeto, posee conexión con la línea 1 y la ruta alimentadora 201.
- Los Horcones: Ubicada en la Av. Florencio Jiménez frente al Barrio Los Horcones, posee conexión con la línea 1.
- Crepuscular: Ubicada en la Av. Florencio Jiménez, cercana a la Urbanización Campo Verde, posee conexión con la línea 1.
- Juan de Villegas: Ubicada en la Av. Florencio Jiménez, cercana a la Urbanización Santa Isabel, posee conexión con la línea 1.
- Florencio Jiménez: Ubicada en la Av. Florencio Jiménez, cercana a la Urbanización Pueblo Nuevo, posee conexión con la línea 1.
- Caquetíos: Ubicada en la Av. Florencio Jiménez, cercana a la Urbanización Luís Hurtado Higuera, posee conexión con la línea 1.
- Tamunangue: Ubicada en la Av. Florencio Jiménez, cercana a la Urbanización Andrés Eloy Blanco, posee conexión con la línea 1.
- La Salle: Ubicada en la Av. Florencio Jiménez, frente al Metropolis Barquisimeto, conocido e importante centro comercial de la ciudad, posee conexión con la línea 1 y con la ruta 901.
- UCLA: Ubicada en la Av. Florencio Jiménez frente al núcleo obelisco de la Universidad Centroccidental Lisandro Alvarado principal alma mater de la ciudad, posee conexión con la línea 1 y con la ruta 901.
- Obelisco: Ubicada en la Av. Libertador, cercana al Centro Metropolitano Javier, posee conexión con la línea 1 y con la ruta 901.
- Jacinto Lara: Ubicada en la Av. Libertador, cercana al Paseo La Revolución, posee conexión con la línea 1 y con la ruta 901.
- Libertador: Ubicada en la Av. Libertador, cercana a la Urbanización Obelisco, posee conexión con la línea 1 y con la ruta 901.
- Variquisimeto: Principal estación de transferencia del sistema, de esta salen las rutas 101, 801 , 802 y 901 y se conecta con la ruta 201, se encuentra ubicada en la Av. Libertador al frente del Centro Comercial Babilon, importante centro de compras de la ciudad.
- Industrial 1: Ubicada en la Av. Libertador con calle 45, se conecta con la línea 1 y con las rutas 101, 201 y 802.
- Rómulo Gallegos: Ubicada en la Av. Rómulo Gallegos con carrera 32, se conecta con la línea 1 y con la ruta 101.
- El Turbio: Ubicada en la Av. Rómulo Gallegos con carrera 28, se conecta con la línea 1 y con la ruta 101.
- Terminal de Pasajeros: Ubicada en la Av. Rómulo Gallegos con carrera 23 frente al Terminal de Pasajeros de Barquisimeto.
- Pedro León Torres: Ubicada en la Av. 20 con calle 41, se conecta con la ruta 801.
- Lisandro Alvarado: Ubicada en la Av. 20 con calle 38, se conecta con la ruta 801.
- Alirio Díaz: Ubicada en la Av. 20 con calle 35, se conecta con la ruta 801.
- Pablo Canela: Ubicada en la Av. 20 con calle 31, se conecta con la ruta 801.
- Juáres: Ubicada en la Av. 20 con Calle 26, se conecta con la ruta 801.

- Altagracia: Ubicada en la Av. 20 con calle 19, se conecta con la ruta 801.
- Ramón Esteban Gualdrón: Ubicada en la Av. 20 con calle 16.
- Guillermo Morón: Ubicada en la Av. 20 con calle 13.
- Ambrosio Oropeza: Ubicada en la Av. 20 con calle 10.
- Rectorado: Estación de cabecera ubicada frente al edificio de rectorado de la Universidad Centroccidental Lisandro Alvarado.

- Datos: Q16595559